# Jean de Vienne

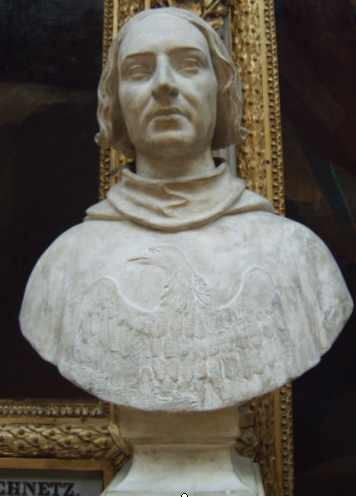
Büste in der Schlachtengalerie des Schloss Versailles

Jean de Vienne (* 1341 in Dole; † 25. September 1396 bei Nikopolis) war ein französischer Ritter und Admiral während des Hundertjährigen Krieges.

## Leben
Jean de Vienne begann seine militärische Ausbildung im Alter von neun. Er wurde mit einundzwanzig zum Ritter geschlagen, mit vierundzwanzig erfolgte die Ernennung zum Generalkapitän der Franche-Comté.
Im Jahr 1373 wurde Vienne von König Karl V. zum Oberbefehlshaber der Seestreitkräfte (Amiral de France) ernannt und erlangte in den folgenden Jahren auf dem maritimen Kriegsschauplatz jene Bedeutung, die dem Connétable du Guesclin für die Kriegsführung auf dem Land zukam. Vienne trieb ein umfangreiches Flottenbauprogramm voran und reorganisierte den Küstenschutz entlang des Ärmelkanals. Im Verbund mit der kastilischen Flotte konnte Frankreich somit erstmals seit dem Beginn des Hundertjährigen Krieges offensiv gegen England vorgehen.
Zusammen mit dem kastilischen Admiral Fernando Sánchez de Tovar unternahm Vienne zwischen den Jahren 1374 und 1380 mehrere Raubzüge entlang der südenglischen Küste, auf denen sie Städte wie Plymouth, Southampton, Portsmouth oder Rye niederbrannten, sowie die Isle of Wight verwüsteten. 1380 nahm er am Kampf gegen den Earl of Buckingham teil und begleitete anschließend König Karl VI. auf dem Flandernfeldzug, wo er 1382 in der Schlacht bei Roosebeke kämpfte. Im Rahmen der Auld Alliance transportierte Vienne 1385 ein Vorauskommando aus achtzig Rittern und eintausendfünfhundert Infanteristen auf 180 Schiffen nach Schottland zum Zwecke einer Invasion im Norden Englands. Ihm sollten der Connétable de Clisson, der Maréchal de Sancerre und der Sire de Coucy mit größeren Kontingenten nachfolgen, was aber durch neuerliche Aufstände in Flandern verhindert wurde. In Schottland zog Vienne derweil die Feindschaft König Roberts II. auf sich, angeblich weil er dessen Lieblingscousine verführt hatte. Wahrscheinlicher aber war der Streit um die Unterhaltskosten des französischen Heeres entbrannt. Vienne nahm die Kosten auf sich und verließ Schottland bald darauf, ohne einen militärischen Erfolg gegen England errungen zu haben.

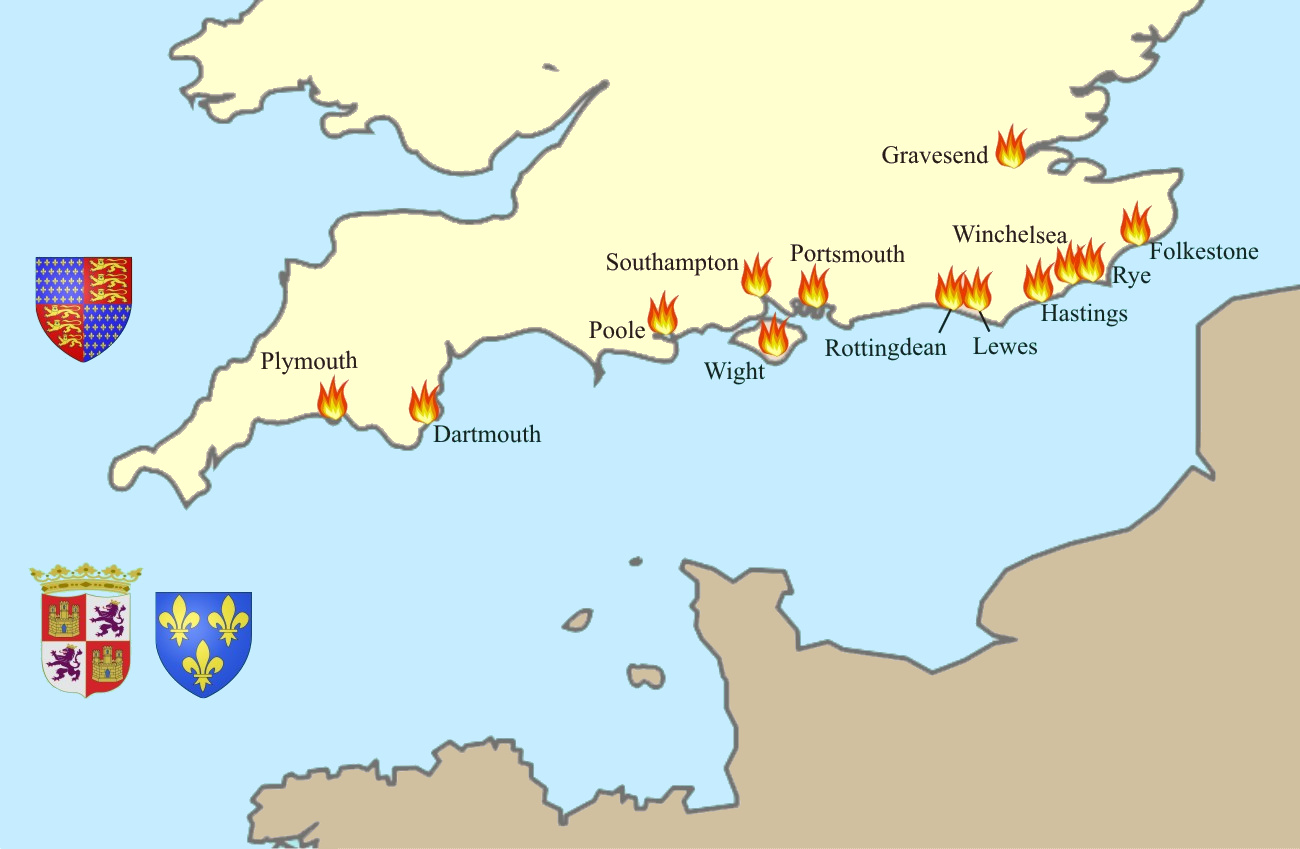
Die Überfälle des Amiral de Vienne an der englischen Küste zwischen 1374 und 1380.

König Karl VI. ließ der Kriegsführung auf See nicht dieselbe Aufmerksamkeit zukommen, wie es noch sein Vater getan hatte, weshalb Vienne nun nicht mehr die finanziellen Mittel erhielt, um einen effektiven Krieg gegen England fortzuführen. So scheiterten zum Beispiel in den Jahren 1368 und 1387 zwei aufwendig organisierte Anläufe zu einer Invasion Englands von der Normandie aus. Vienne betätigte sich in den folgenden Jahren als Kreuzritter und nahm 1389/90 am Kreuzzug gegen Mahdia teil. Auch beteiligte er sich 1396 an dem Kreuzzug des Grafen Johann Ohnefurcht von Neves und Kaiser Sigismunds gegen die Osmanen, dabei fiel er jedoch in der Schlacht bei Nikopolis. Sein Leichnam wurde nach Frankreich zurückgeführt und in der Familienkapelle in der Kirche des Zisterzienserklosters Bellevaux in der Franche-Comté beigesetzt.

## Ehrungen
Die französische Marine benannte im Verlauf ihrer Geschichte mehrere ihrer Schiffe nach Jean de Vienne. Unter anderem:
- einen 1937 in Dienst gestellten Kreuzer der La-Galissonière-Klasse, der 1942 im Hafen von Toulon versenkt wurde (siehe: Selbstversenkung der Vichy-Flotte)
- die 1984 in Dienst gestellte Fregatte der Georges-Leygues-Klasse (Jean de Vienne)